# Thomas Picton

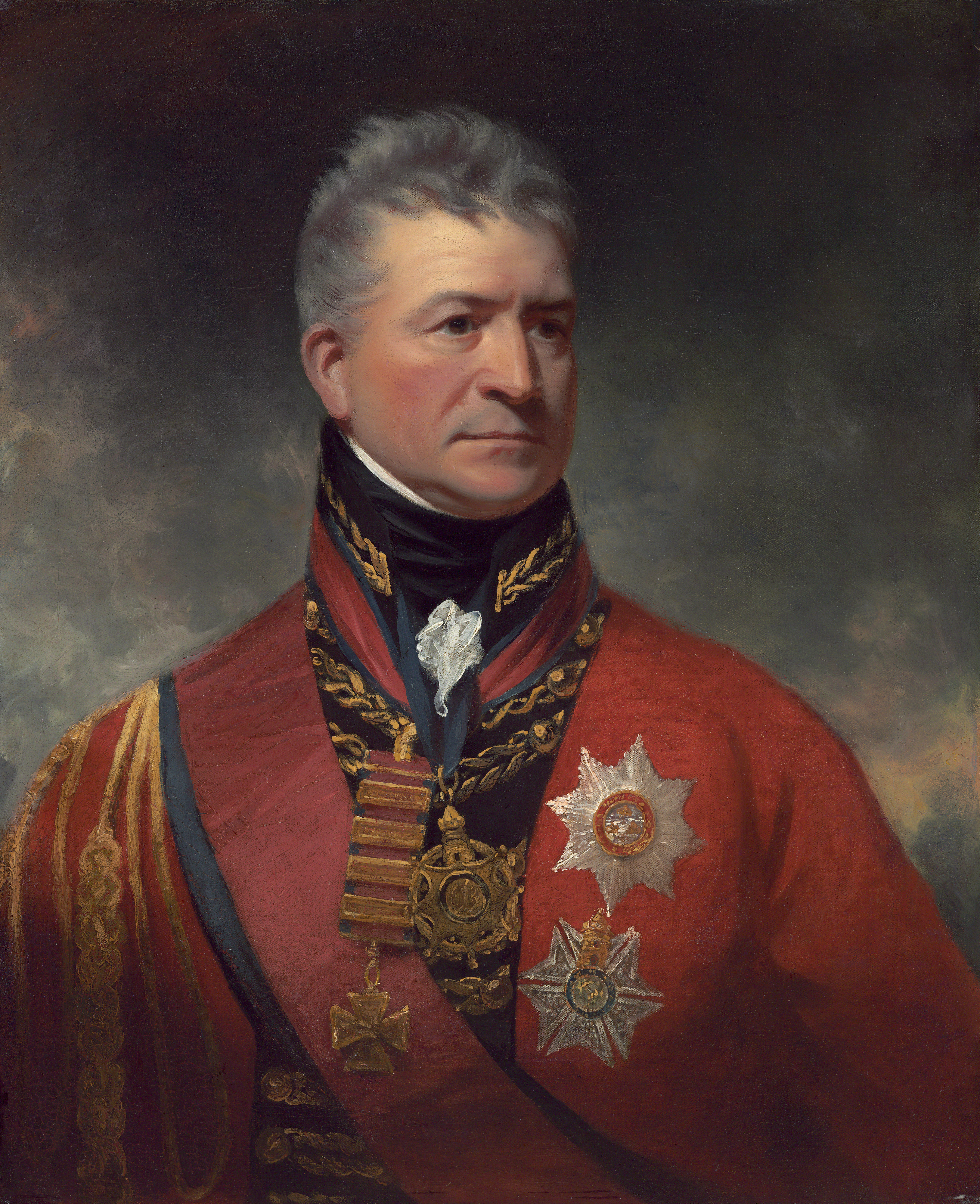
Sir Thomas Picton

Luitenant-generaal Sir Thomas Picton (Haverfordwest, 24 augustus 1758 -  Mont-Saint-Jean, 18 juni 1815) was een Britse legerofficier en koloniaal bestuurder die vocht in de napoleontische oorlogen. Volgens de historicus Alessandro Barbero werd Picton “gerespecteerd om zijn moed en gevreesd om zijn onstuimige temperament”. De hertog van Wellington noemde hem “een ruwe, grofgebekte duivel", maar vond hem bekwaam.

## Biografie

### Gouverneur van Trinidad
Picton kwam aanvankelijk in de publieke belangstelling door zijn wreedheid tijdens zijn gouverneurschap van Trinidad, als gevolg waarvan hij in Engeland terechtstond voor het goedkeuren van het illegaal folteren van een 14-jarig meisje, Luisa Calderón. Hoewel hij aanvankelijk werd veroordeeld, liet Picton de veroordeling later ongedaan maken met het argument dat Trinidad onder de Spaanse wet viel, die het gebruik van marteling toestond.

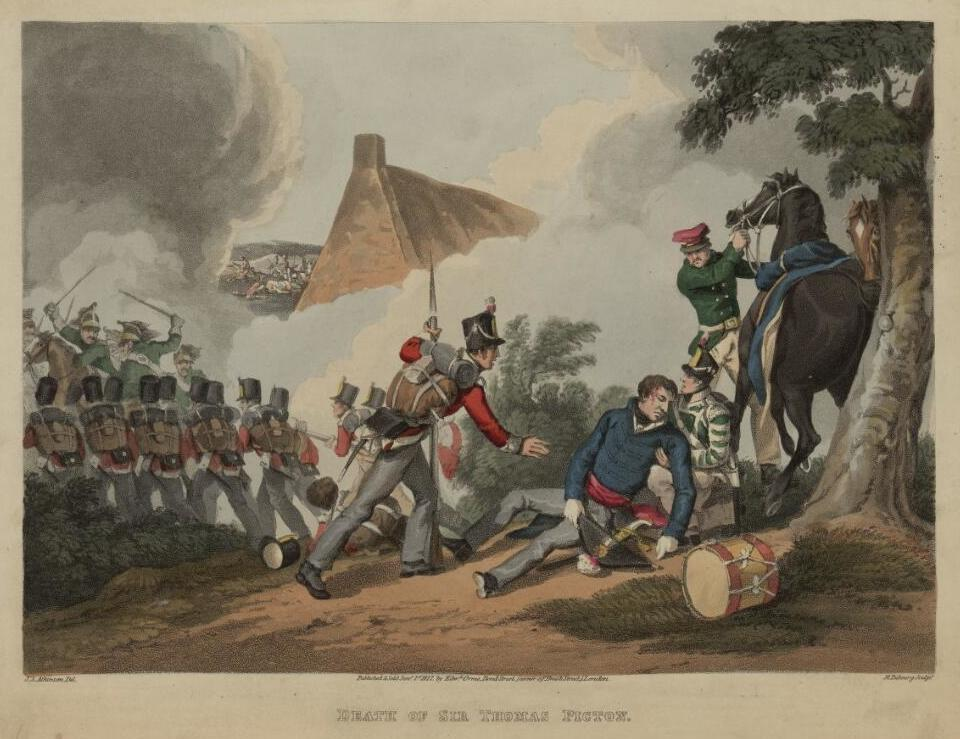
Zijn dood

### Slag bij Waterloo

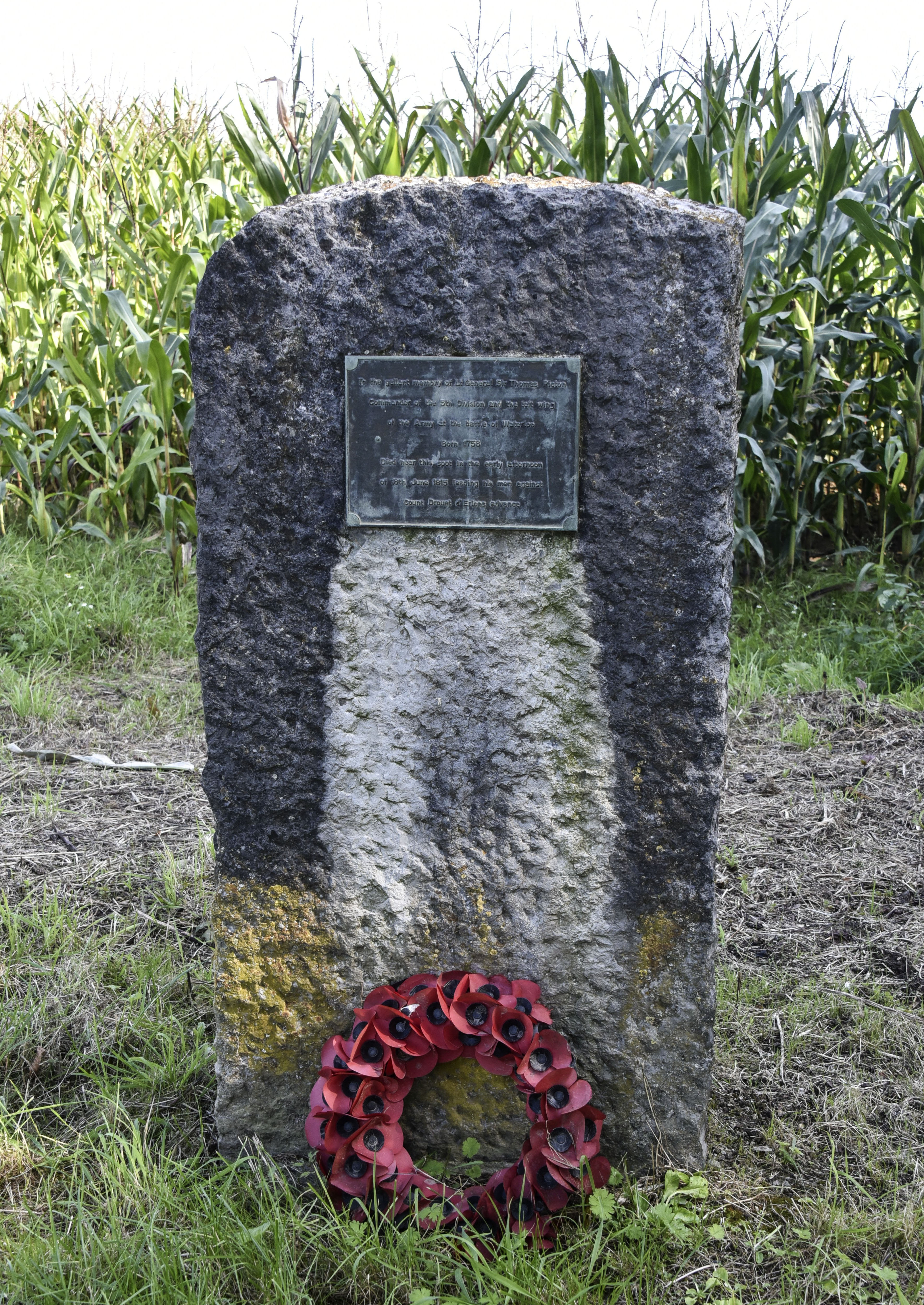
Stele bij de plaats waar Picton sneuvelde

Toen Napoleon terugkeerde van Elba, accepteerde Picton op verzoek van Wellington een hoog commando in het Brits-Nederlandse leger en werd hij benoemd tot commandant van de 5e Infanteriedivisie. Samen met elke andere hoge officier in het leger werd hij uitgenodigd voor het bal van de hertogin van Richmond dat op 15 juni in Brussel werd gehouden.
Op 18 juni, bij Waterloo, toen Napoleon om 13u30 het korps van comte d'Erlon het Engels geallieerde centrum bij La Haye Sainte liet aanvallen, lanceerde Picton een bajonetaanval op de oprukkende Franse colonne. Terwijl hij de aanval met onstuimige moed afsloeg - zijn laatste woorden waren “Charge! Aanvallen! Hoera! Hoera!" - werd hij door een musketkogel door de slaap geschoten. Hij sneuvelde gekleed in burgerkleren en hoge hoed, aangezien hij zich pas op 15 juni zonder uniform vanuit Engeland bij het leger had gevoegd.

## Bron
- Dit artikel of een eerdere versie ervan is een (gedeeltelijke) vertaling van het artikel Thomas Picton op de Engelstalige Wikipedia, dat onder de licentie Creative Commons Naamsvermelding/Gelijk delen valt. Zie de bewerkingsgeschiedenis aldaar.